# Sân vận động Trung tâm Almaty
Sân vận động Trung tâm Almaty (tiếng Kazakh: Алматы орталық стадионы, Almaty ortalyq stadıony hoặc "Орталық стадион", Ortalyq stadıon; Ortalyq Stadıony) là một sân vận động đa năng ở Almaty, Kazakhstan. Sân nằm trong khu liên hợp thể thao lớn nhất ở Kazakhstan. Sân hiện đang được sử dụng chủ yếu cho các trận đấu bóng đá. Đây là sân nhà của FC Kairat Almaty. Sân cũng tổ chức các trận đấu trên sân nhà của đội tuyển bóng đá quốc gia Kazakhstan.

## Tổng quan
Sân vận động Trung tâm Almaty được xây dựng vào năm 1958. Sân là một cấu trúc hình bầu dục trong kế hoạch, được chia thành 4 khán đài: phía bắc, phía tây, phía nam và phía đông. Tổng sức chứa của các khán đài là 23.804 chỗ ngồi. Tất cả các vị trí chỗ ngồi đều được lắp ghế riêng, được gắn trên các bộ phận kim loại, mang lại sự thuận tiện cho khán giả xem các trận đấu. Chiều cao tối thiểu của mặt sau - 38 cm. Sân vận động Trung tâm được lắp đặt đèn chiếu sáng để có thể tổ chức các sự kiện vào buổi tối. Đèn pha có độ sáng 1.400 lux.
Mặt sân là cỏ tự nhiên, mịn và đều, trong tình trạng tốt. Các trận đấu trên mặt sân có thể diễn ra trong suốt mùa giải quốc gia. Kích thước sân là 105 x 68 m.
Đối với các phương tiện đến sân vận động này có hai lối vào - từ đường Satpayev và Abay. Đối với khán giả đi qua và tham gia - 4 đầu vào với Abay, đường phố K. Satpaev, A. Baitursynov.
Kể từ khi sân được khánh thành, đây đã là sân nhà của Kairat, đội lần đầu tiên chơi ở đây vào ngày 10 tháng 4 năm 1960 trong trận đấu với Leningrad "Admiralty", kết thúc với tỷ số 0–0.
Almaty là sân chủ nhà của Giải vô địch bandy thế giới 2012. Sân dự bị của Sân vận động Trung tâm được xây dựng cho giải đấu. Các trận đấu ở bảng B và C được diễn ra ở đó, ngoại trừ trận tranh hạng 13, được chơi tại nhà thi đấu chính Medeu. Sau đó, mặt băng nhân tạo đã được tháo dỡ. Lưu trữ ngày 5 tháng 11 năm 2020 tại Wayback Machine